# Tomás de Sancha y González de Castro
Tomás de Sancha y González de Castro (Madrid, 9 d'octubre de 1805 - Madrid, 9 d'octubre de 1858) fou un jurista i historiador espanyol, acadèmic de la Reial Acadèmia de la Història.
Va estudiar filosofia al Col·legi Doña María de Aragón. El 1829 va doctorar en lleis per la Universitat d'Alcalá. Treballà com a advocat dels Reials Consells i del Col·legi de Madrid.
Després del motí de la Granja de San Ildefonso (1836) fou nomenat censor polític, secretari del Consell de Revisió del tercer batalló de la Milícia Nacional i de l'Acadèmia Greco-Llatina. El 9 de desembre de 1836 va ser nomenat oficial de la Biblioteca Nacional d'Espanya, i també fou bibliotecari i acadèmic numerari de la Reial Acadèmia de la Història des del 5 de març de 1847. Fou enterrat a la Sacramental de San Nicolás de Bari.